# Bertram (Texas)
Pour les articles homonymes, voir Bertram.
Bertram est une ville située au centre-est du comté de Burnet, au Texas, aux États-Unis,.

## Démographie
Lors du recensement de 2010, la ville comptait une population de 1 353 habitants. Elle est estimée, le 1er juillet 2019, à 1 673 habitants.

### Source de la traduction
- (en) Cet article est partiellement ou en totalité issu de l’article de Wikipédia en anglais intitulé « Bertram, Texas » (voir la liste des auteurs).